# Miguel Asencio
Miguel Asencio De Paula (nacido el 29 de septiembre de 1980 en Villa Mella) es un ex lanzador de Grandes Ligas. Comenzó su carrera profesional en 1998 en la República Dominicana. En once partidos, se fue 0-2 con una efectividad de 6.55.
Asencio fue firmado por los Filis de Filadelfia como amateur el 2 de julio de 1998. Lanzó para los Gulf Coast League Phillies en 1999, yéndose 1-4 con una efectividad de 5.97. Dividió la temporada 2000 entre los equipos Clearwater Threshers y Batavia Muckdogs. Mantuvo a sus oponentes en un promedio de bateo de .224, en Clearwater y con un promedio de .191 en Batavia. Siguió lanzando para Clearwater durante la temporada 2001 logrando un récord de 12-5 con una efectividad de 2.84.  Asencio fue elegido para el equipo All-Star de la Florida State League y fue el jugador de la semana de la liga del 16 al 22 de julio.
Los Reales de Kansas City lo adquirieron en el Draft de la Regla 5 de 2002. Pasó todo el año con el equipo compilando un récord de 4-7 y una efectividad de 5.11. Debido a una lesión en la temporada, sólo abrió ocho veces para los Reales en el 2003. Pasó la temporada 2004 recuperándose de una cirugía Tommy John. Asencio fue firmado por los Padres de San Diego en 2005. Su temporada con los Padres no duró mucho, ya que fue liberado en junio de ese mismo año. Fue firmado por los Rockies de Colorado en 2006. Sólo apareció en tres partidos para los Rockies terminando con récord de 1-0 con una efectividad de 4.70. Fue adquirido por los Astros de Houston en un canje el 12 de diciembre de 2006. En septiembre de 2007, Asencio fue designado para asignación. En enero de 2008, Asencio firmó un contrato de ligas menores con los Medias Rojas de Boston y se convirtió en agente libre tras la temporada.